# Autobahn Verbindungsspange Rothneusiedl
Autobahn Verbindungsspange Rothneusiedl er en betegnelse for den planlagte motorvej A24 i Østrig. Motorvejen skal forbinde Wiener Südosttangente A23 med Wiener Außenring Schnellstraße S1. Motorvejen får en længde på knap 3 kilometer.
Omkostningerne ved anlægget er beregnet til over 100 mio. euro per kilometer, hvilket vil gøre det til Østrigs dyreste motorvej nogensinde. Motorvejen er i 2008 endnu i en tidlig projektfase, og selvom Østrigs parlament den 29. marts 2006 optog projektet på statens anlægsplan for motorveje, så ligger projektet endnu stille. Østrigs trafikminister Werner Faymann har således peget på, at der på grund af de høje anlægsomkostninger skal ske en fornyet planlægning.